# Freistroff
Freistroff är en kommun i departementet Moselle i regionen Grand Est (tidigare regionen Lorraine) i nordöstra Frankrike. Kommunen ligger i kantonen Bouzonville som tillhör arrondissementet Boulay-Moselle. År 2022 hade Freistroff 1 010 invånare.

## Befolkningsutveckling
Antalet invånare i kommunen Freistroff
| Referens: INSEE |